# NGC 367
NGC 367 è una galassia a spirale situata nella costellazione della Balena.
Fu scoperta nel 1886 da Frank Muller.